# Guerra del rei Guillem
La Guerra del rei Guillem  (1689-1697) va ser una guerra lliurada a Amèrica entre França i Anglaterra, amb l'objectiu d'aturar l'expansió colonial francesa i disputar el seu domini dels mars i del comerç.

## Antecedents
Des 1662, amb la venda de Dunkerque, Anglaterra va abandonar el seu objectiu comercial i marítim en l'escenari europeu i colonial, molestant molt als holandesos, i principalment al seu stadhouder, Guillem d'Orange, qui després arribaria, el 1688, a convertir-se en rei d'Anglaterra, Escòcia i Irlanda. Aquest guardava un odi acèrrim a Lluís XIV, el qual havia envaït el seu país natal i l'havia vençut innombrables vegades. En iniciar el seu regnat a Anglaterra, es va proposar fermament fer la guerra a França, per obtenir nous guanys colonials, els quals per cert eren molt menors als guanys dels francesos.

## La guerra
Lluís XIV va llançar un atac directe i va incendiar diversos llocs en l'àrea de Nova York, Guillem va respondre amb un atac a la península d'Acàdia, on els pescadors francesos anaven a pescar però va fracassar, degut a un contraatac dels vaixells francesos, que rondaven per aquelles costes. Cap a la dècada de 1690, els atacs francesos al Canal de la Mànega es van fer molt intensos, de manera que la majoria d'atacs a les colònies planejats pels anglesos, com per exemple, la invasió del Canadà francès, van ser posposats.

## Conseqüències
Al final de la guerra, Anglaterra no s'havia expandit en absolut i la França de Lluís XIV tampoc, però el seu regne ja no era la indiscutible potència dels mars que havia estat, tot i que va conservar la seva influència en el Mediterrani, ja que aquesta guerra del Rei Guillem, contrapartida de la Guerra de la Lliga d'Augsburg a Europa, va tenir com a conseqüència que el nombre de vaixells anglesos va augmentar, així com el nombre dels seus futurs contrabandistes.